# Fabrice Gazin
Fabrice Gazin, né le 5 avril 1979 aux Pavillons-sous-Bois, est un escrimeur français.

## Palmarès

### Championnats d'Europe
- Médaille d'argent en sabre par équipe aux Championnats d'Europe 2001 à Coblence

### Championnats de France
- Médaille d'or en sabre individuel aux Championnats de France 2001 à Paris
- Médaille d'or en sabre individuel aux Championnats de France 2004 à Paris
- Médaille de bronze en sabre individuel aux Championnats de France 2005 à Paris